# Пригорьевское сельское поселение
Пригорьевское сельское поселение — муниципальное образование в составе Рославльского района Смоленской области России.
Административный центр — деревня Пригоры.
Главой поселения и Главой администрации является Афанасенкова Галина Леонидовна.

## Географические данные
- Расположение: юго-восточная часть Рославльского района
- Граничит:
  - на востоке — с Брянской областью
  - на юге — с Епишевским сельским поселением
  - на западе — с Жарынским сельским поселением
  - на севере — с  Волковичским сельским поселением
  - на северо-востоке — с Липовским сельским поселением
- По территории поселения проходит автомобильная дорога А141 Орёл — Витебск.
- По территории поселения проходят железные дороги: Рига – Орёл (станции: Пригорье, Любестово); Рославль - Сухиничи  (станции: Аселье).
- Крупная река Вороница.

## История
Образовано Законом Смоленской области от 28 декабря 2004 года. Законом Смоленской области от 20 декабря 2018 года в Пригорьевское сельское поселение к 1 января 2019 года были включены все населённые пункты двух упразднённых сельских поселений: Жарынского и Епишевского.

## Население
| 2011 | 2012 | 2013  | 2014  | 2015 | 2016 | 2017 |
| ---- | ---- | ----- | ----- | ---- | ---- | ---- |
| 965  | ↘943 | ↘931  | ↘901  | ↘885 | ↘879 | ↘851 |
| 2018 | 2019 | 2020  | 2021  |      |      |      |
| ↘801 | ↘774 | ↗1868 | ↘1457 |      |      |      |

## Населённые пункты
В состав Пригорьевского сельского поселения входят 49 населенных пунктов::
| №  | Населённый пункт | Тип     | Население |
| -- | ---------------- | ------- | --------- |
| 1  | Андреевка        | деревня | 14        |
| 2  | Аселье           | деревня | 16        |
| 3  | Аселье           | станция | 4         |
| 4  | Белое            | деревня | 0         |
| 5  | деревня Бехово   | деревня | 79        |
| 6  | Бобоедово        | деревня | 2         |
| 7  | Боровка          | деревня | 49        |
| 8  | Волконщина       | деревня | 195       |
| 9  | Громашово        | деревня | 33        |
| 10 | Демьянково       | деревня | 1         |
| 11 | Епишево-1        | деревня | 241       |
| 12 | Епишево-2        | деревня | 75        |
| 13 | Жарынь           | деревня | 496       |
| 14 | Жилинки          | деревня | 11        |
| 15 | Журавовичи       | деревня | 8         |
| 16 | Забольшачье      | деревня | 1         |
| 17 | Заречье          | деревня | 0         |
| 18 | Заречье          | деревня | 39        |
| 19 | Заря             | деревня | 113       |
| 20 | Коростелки       | деревня | 9         |
| 21 | Костюшково       | деревня | 11        |
| 22 | Красная Горка    | деревня | 74        |
| 23 | Крутица          | деревня | 8         |
| 24 | Куковенька       | деревня | 1         |
| 25 | Лахи             | деревня | 147       |
| 26 | Любестово        | деревня | 1         |
| 27 | Менчицы          | деревня | 10        |
| 28 | Мурыгино         | деревня | 4         |
| 29 | Новый Крупец     | деревня | 0         |
| 30 | Подгляднево      | деревня | 8         |
| 31 | Пригоры          | деревня |           |
| 32 | Пригорье         | деревня | 241       |
| 33 | Прокшино         | деревня | 21        |
| 34 | Раковка          | деревня | 16        |
| 35 | Свиридовка       | деревня | 8         |
| 36 | Скороходово      | деревня | 19        |
| 37 | Слепцово         | деревня | 12        |
| 38 | Староселье       | деревня | 12        |
| 39 | Старые Фоминичи  | деревня | 14        |
| 40 | Старый Крупец    | деревня | 95        |
| 41 | Сурновка         | деревня | 34        |
| 42 | Сысоевка         | деревня | 11        |
| 43 | Телявкино        | деревня | 9         |
| 44 | Теребынь         | деревня | 33        |
| 45 | Толкачево        | деревня | 4         |
| 46 | Турово           | деревня | 4         |
| 47 | Угол             | деревня | 8         |
| 48 | Хартовка         | деревня | 25        |
| 49 | Цыгановка.       | деревня | 3         |

## Экономика
Колхоз «Наша Родина», сельхозкооператив «Прогресс».